# Saint-Constant-Fournoulès
Saint-Constant-Fournoulès község Franciaország Auvergne-Rhône-Alpes régiójában, Cantal megyében. Új községként 2016. január 1-jén jött létre Saint-Constant és Fournoulès község egyesítésével. A két korábbi község delegált község státusszal az új község része lett. Lakosainak száma 568 fő (2022. január 1.).

## Népesség
| Lakosok száma | 619  | 605  | 591  | 577  | 574  | 568  | 568  |
|               | 2016 | 2017 | 2018 | 2019 | 2020 | 2021 | 2022 |